# Imran Majid
Imran Majid (* 4. Oktober 1972 in London) ist ein englischer Poolbillardspieler mit pakistanischen Wurzeln. Seine Eltern stammen aus Lahore.
Er kann bislang drei Halbfinalteilnahmen bei Pool Europameisterschaften (2002, 2006, 2008 jeweils im 9-Ball) vorweisen. 2004 erreichte er das Achtelfinale der 9-Ball WM. Er gewann außerdem bereits zwei Turniere der Euro-Tour-Serie (Italy Open 2006 und Netherlands Open 2007) und erreichte das Viertelfinale der World Pool Masters in den Jahren 2006 und 2008.
2006 vertrat er zudem Europa beim Mosconi Cup. Zweimal vertrat er zudem England beim World Cup of Pool (2007 und 2009).
Bei der Poolbillard-Team-Weltmeisterschaft 2010 war er Teil des siegreichen englischen Quintetts. Sein Spitzname in der Billardszene ist Maharaja.